# Comuna Stoianți, Mostîska
Stoianți (în ucraineană Стоянці) este o comună în raionul Mostîska, regiunea Liov, Ucraina, formată din satele Mîstîci, Sannîkî și Stoianți (reședința).

## Demografie
Componența lingvistică a comunei Stoianți
     Ucraineană (99,82%)
Conform recensământului din 2001, majoritatea populației comunei Stoianți era vorbitoare de ucraineană (99,82%), existând în minoritate și vorbitori de alte limbi.